# Dekanat Újpest-Rákospalota
Dekanat Újpest-Rákospalota – jeden z 16 dekanatów rzymskokatolickiej archidiecezji ostrzyhomsko-budapeszteńskiej na Węgrzech. 
Według stanu na kwiecień 2018 w skład dekanatu Újpest-Rákospalota wchodziło 11 parafii rzymskokatolickich. 

## Lista parafii
W skład dekanatu Újpest-Rákospalota wchodzą następujące parafie:
1. Parafia św. Jana Chrzciciela w Budapeszcie-Pestújhely
2. Parafia Najświętszej Maryi Panny Pani Węgierskiej w Budapeszcie-Rákospalota
3. Parafia św. Małgorzaty w Budapeszcie-Rákospalota-Kertváros
4. Parafia Najświętszego Serca Jezusowego w Budapeszcie-Rákospalota-MÁV-telep
5. Parafia bł. Sáry Salkaházi w Budapeszcie-Újpalota
6. Parafia Najświętszej Maryi Panny Królowej w Budapeszcie-Újpest
7. Parafia św. Józefa w Budapeszcie-Újpest
8. Parafia św. Stefana w Budapeszcie-Újpest-Clarisseum
9. Parafia Trójcy Przenajświętszej w Budapeszcie-Újpest-Káposztásmegyer
10. Parafia św. Stefana w Budapeszcie-Újpest-Kertváros
11. Parafia Wniebowzięcia Najświętszej Maryi Panny w Budapeszcie-Újpest-Megyer